# علوان الشويع
علوان الشويع (بالفارسية: علوان الشویع) هو مغني عربي مواليد الأحواز و هو بدع نمط جديد في الموسيقى العربية وهذا النمط أصبح يتسمي انتسابًا له باسم العلوانية.
حتي خرج هذا النمط من بلاد الأحواز و وصل الي البحرين,العراق,الكويت و لحد الآن في بعض مناطق خارج من الأحواز يسمون النمط ب علوان الأحوازي.
و في هذا النمط، يذکر المغنی اسم الشاعر حین اداء طور العلوانی للمستمع.

## نبذة من حياته
ولد الفنان علوان الشويع في أحد من قري مدينة سوس في محافظة خوزستان.كان يعشق الأطوار الحزينة.ثم صنع من غالون وقليل من شعر الحصان الربابة و كان يعزف بهذه الوسيلة البسيطة وفي الحال يغني اشعار الشعراء.